# Victor Amadeus II van Sardinië
Victor Amadeus II van Sardinië (Turijn, 14 mei 1666 — Moncalieri, 31 oktober 1732) was van 1675 tot 1720 hertog van hertogdom Savoye, van 1713 tot 1720 koning van Sicilië en van 1720 tot 1730 koning van Sardinië, alsook titulair koning van Cyprus en Jeruzalem.

## Levensloop

### Jeugd
Victor Amadeus II was de enige zoon van hertog Karel Emanuel II van Savoye en diens tweede echtgenote Maria Johanna van Savoye-Nemours, hertogin van Genève en Aumale. Na het overlijden van zijn vader in 1675 werd hij op negenjarige leeftijd hertog van Savoye. De minderjarige Victor Amadeus werd onder het regentschap van zijn moeder geplaatst, die volledig onder Franse invloed regeerde. In 1676 dwong koning Lodewijk XIV van Frankrijk Savoye deel te nemen in de Hollandse Oorlog, waarvoor het hertogdom na de Vrede van Nijmegen in 1679 een schadevergoeding kreeg.
De relatie tussen de jonge Victor Amadeus en zijn moeder Maria Johanna werd gespannen, omdat zij ook na zijn formele meerderjarigheid in 1680 de macht in Savoye bleef uitoefenen. Ook wilde Maria Johanna Victor Amadeus uithuwelijken aan zijn nicht Isabella Louise Josepha (1668-1690), de dochter van haar zus Maria Francisca en koning Peter II van Portugal. Omdat Peter II toen nog geen mannelijke erfgenamen had, was Isabella Louise Josepha de Portugese troonopvolgster. Victor Amadeus was tegen het huwelijksproject omdat hij dan als prins-gemaal in Portugal moest gaan wonen, terwijl zijn moeder Savoye zou regeren.

### Machtsovername en huwelijk
Op 16 maart 1684 verklaarde Victor Amadeus zichzelf volwassen en nam hij zelf de regering van het hertogdom Savoye over. Victor Amadeus II verwierf de reputatie van een opvliegende, resolute, sluwe en gewetenloze heerser, maar ook die van een gewiekste politieke tacticus.
Zijn moeder arrangeerde intussen een huwelijk tussen hem en Anne Marie van Orléans (1669-1728), dochter van hertog Filips van Orléans en nicht van de Franse koning Lodewijk XIV, om op die manier de pro-Franse politiek verder te zetten. Op 9 april 1684 werd de verlovingsceremonie voltrokken en het huwelijksverdrag ondertekend. De dag daarna huwde Anna Maria met de handschoen in het Kasteel van Versailles, waarbij Victor Amadeus vertegenwoordigd werd door Lodewijk August van Bourbon, de hertog van Maine en de buitenechtelijke zoon van Lodewijk XIV en Madame de Montespan. Onmiddellijk na deze ceremonie vertrok Anne Marie naar Savoye. Op 6 mei kwam ze aan in Le Pont-de-Beauvoisin, dat de grens vormde tussen Savoye en de Dauphiné. Het was daar dat zij en Victor Amadeus elkaar voor het eerst persoonlijk ontmoetten. Dezelfde dag vond het officiële huwelijk tussen de twee plaats in de kapel van Chambéry.
Onder druk van koning Lodewijk XIV verbood Victor Amadeus in januari 1686 het protestantisme in zijn gebieden. De meerderheid van plaatselijke protestanten, Waldenzen genaamd, weigerde echter te wijken en het kwam tot een strijd met de Franse en Savoyaardse troepen, waarbij 3.000 Waldenzen het leven lieten. De overlevenden werden uit Savoye verbannen.
In 1688 werd Victor Amadeus verliefd op Jeanne Baptiste d'Albert de Luynes, de gravin van Verrua, die zijn avances lange tijd afwees. Uiteindelijk werd ze onder druk van Lodewijk XIV de officiële maîtresse van Victor Amadeus. Ze kregen twee buitenechtelijke kinderen, die in 1701 werden gelegitimeerd. De gravin voelde zich echter niet goed in haar positie als minnares en vluchtte in oktober 1700 onder onduidelijke omstandigheden naar Piëmont.

### Oorlogshandelingen
In 1690 verbond Victor Amadeus zich in de Negenjarige Oorlog met Spanje en het Heilige Roomse Rijk tegen Frankrijk. Savoye had hij zich reeds in 1687 aangesloten bij de Liga van Augsburg en zich twee jaar later aangesloten bij de grote alliantie tegen Frankrijk. Lodewijk XIV benoemde maarschalk Nicolas de Catinat tot commandant van het Franse leger in Opper-Italië. Zonder de aankomst van het keizerlijke leger af te wachten, marcheerde Victor Amadeus II naar Turijn en verschanste hij zich in Villafranca. Catinat week uit naar Cavore en probeerde Victor Amadeus door verschillende manoeuvres fouten te laten maken. Victor Amadeus interpreteerde de handelingen van Catinat verkeerd en trok zich terug in de provincie Cuneo, waar zijn legers nabij Revello een verdedigende positie innamen. Daar kwam het op 18 augustus 1690 tot de Slag bij Staffarda, waarbij de Savoyaardse troepen door het Franse leger verslagen werden. Vervolgens werd Savoye grotendeels ingenomen door de Fransen en bleef vrijwel enkel Turijn nog in handen van Victor Amadeus. In 1692 voerde hij in de Dauphiné een vergeldingsactie en richtte hij er verwoestingen aan. In 1693 werd Victor Amadeus in de Slag bij Marsaglia opnieuw door de Fransen verslagen, waarna hij gedwongen werd om uit de Liga van Augsburg te stappen. In 1696 sloten Frankrijk en Savoye de Vrede van Vigevano.
In de Spaanse Successieoorlog vocht Savoye aanvankelijk aan de zijde van Frankrijk, maar in 1703 stapte Victor Amadeus over naar de keizerlijke zijde. In 1704 viel het Franse leger Piëmont binnen, waardoor Victor Amadeus onder sterke druk kwam te staan. In 1706 begonnen de Fransen aan de belegering van Turijn. In de daaropvolgende Slag bij Turijn werd Victor Amadeus op 7 september 1706 bijgestaan door de keizerlijke troepen onder leiding van zijn neef Eugenius van Savoye. De Fransen leidden daarbij zware verliezen en werden uit Savoye verjaagd. Na de zege bij Turijn liet Victor Amadeus II de Superga-basiliek bouwen, de latere begraafplaats van het Huis Savoye. Vanaf 1709 verklaarde Victor Amadeus zich neutraal in de Spaanse Successieoorlog.

### Bevordering van hertog tot koning
In 1708 bemachtigde hij het markgraafschap Monferrato. Nadat Spanje en Frankrijk de Spaanse Successieoorlog hadden verloren, werden bij de Vrede van Utrecht in 1713 de zogenaamde Spaanse nevenlanden verdeeld. Hierbij kreeg Victor Amadeus de westelijke randgebieden van het hertogdom Milaan en het koninkrijk Sicilië toegewezen. Zijn rang werd hierdoor bevorderd van hertog tot koning.
Bij het Verdrag van Den Haag in 1720 kwamen keizer Karel VI en Victor Amadeus II overeen om de koninkrijken Sardinië en Sicilië onderling te ruilen. Victor Amadeus werd vervolgens koning van Sardinië-Piëmont, waar het hertogdom Savoye in opging. 

### Abdicatie
Na het overlijden van zijn echtgenote Anne Marie in 1728, sloot Victor Amadeus op 2 augustus 1730 een morganatisch huwelijk met Anna Canalis di Cumiana (1680-1769), dochter van de voormalige Savoyaardse eerste minister Francesco Maurizio Canalis di Cumiana. Het huwelijk vond in het geheim plaats in de kapel van het koninklijk paleis van Turijn. Een maand later, op 3 september, deed Victor Amadeus onverwachts troonsafstand als koning van Sardinië ten voordele van zijn zoon Karel Emanuel III. Victor Amadeus kocht vervolgens het markgraafschap Spigno over van zijn onwettige halfbroer Carlo en benoemde Anna op 18 januari 1731 tot markgravin van Spigno. Het echtpaar trok zich terug in het slot van Saint-Alban-Leysse.
Victor Amadeus werd echter steeds ontevredener met de politieke beslissingen die zijn zoon nam en besloot zich uiteindelijk terug actief bezig te houden met de staatszaken van Sardinië. Hij probeerde zijn troonsafstand ongedaan te laten maken en verhuisde met zijn echtgenote naar het Slot van Moncalieri. Als reactie liet Karel Emanuel III zijn vader en stiefmoeder in de nacht van 28 op 29 september 1731 gevangenzetten. Victor Amadeus werd opgesloten in het Slot van Rivoli, Anna in de vesting van Ceva, dat toen gebruikt werd als verbeteringsgesticht voor prostituees. Op 11 december kreeg Anna de toelating om zich bij haar echtgenoot in Rivoli te vervoegen. Omdat Karel Emanuel III het Slot van Rivoli voor zichzelf wilde gebruiken, liet hij zijn vader en stiefmoeder in april 1732 overbrengen naar het Slot van Moncalieri, waar Victor Amadeus in oktober van dat jaar op 66-jarige leeftijd stierf. Na de dood van Victor Amadeus werd zijn echtgenote Anna onmiddellijk naar het klooster van Carignano gestuurd.

## Nakomelingen
Victor Amadeus en zijn eerste echtgenote Anne Marie van Orléans kregen negen kinderen:
1. Maria Adelheid van Savoye (6 december 1685 - 12 februari 1712), trouwde met Lodewijk van Bourgondië en werd moeder van Lodewijk XV van Frankrijk.
2. Maria Anna van Savoye (14 augustus 1687 - 5 augustus 1690), prinses van Savoye.
3. Maria Luisa van Savoye (17 september 1688 - 14 februari 1714), was de eerste vrouw van Filips V van Spanje en moeder van Lodewijk I en Ferdinand VI van Spanje.
4. Doodgeboren dochter (Turijn, 6 juni 1690).
5. Doodgeboren dochter (Turijn, 19 juli 1691).
6. Doodgeboren zoon (Turijn, 9 november 1697).
7. Victor Amadeus van Savoye (6 mei 1699 - 22 maart 1715), prins van Savoye.
8. Karel Emanuel (27 april 1701 - 20 februari 1773), volgde zijn vader op als koning van Sardinië.
9. Emanuel Filibert van Savoye (1 december 1705 - 19 december 1705), hertog van Chablais.

Met zijn minnares Jeanne Baptiste d'Albert de Luynes had hij twee buitenechtelijke kinderen:
- Victoire Françoise Marie Anne (1690-1766), mademoiselle de Suze, huwde in 1714 met vorst Victor Amadeus I van Savoye-Carignano
- Victor François (1694-1762), marquis de Suze

## Kwartierstaat (voorouders)
| Karel Emanuel I van Savoye (1562-1630) | Karel Emanuel I van Savoye (1562-1630) | Karel Emanuel I van Savoye (1562-1630) | Karel Emanuel I van Savoye (1562-1630) | Karel Emanuel I van Savoye (1562-1630)  | Karel Emanuel I van Savoye (1562-1630)  | Catharina Michaella van Spanje (1567−1597) | Catharina Michaella van Spanje (1567−1597) | Catharina Michaella van Spanje (1567−1597) | Catharina Michaella van Spanje (1567−1597) | Catharina Michaella van Spanje (1567−1597) | Catharina Michaella van Spanje (1567−1597) |                                         |                                         | Hendrik IV van Frankrijk (1553-1610)    | Hendrik IV van Frankrijk (1553-1610)    | Hendrik IV van Frankrijk (1553-1610) | Hendrik IV van Frankrijk (1553-1610) | Hendrik IV van Frankrijk (1553-1610) | Hendrik IV van Frankrijk (1553-1610) | Maria de' Medici (1575-1642)        | Maria de' Medici (1575-1642)        | Maria de' Medici (1575-1642) | Maria de' Medici (1575-1642) | Maria de' Medici (1575-1642)               | Maria de' Medici (1575-1642) |  |  | Hendrik I van Savoye-Nemours (1572-1632) | Hendrik I van Savoye-Nemours (1572-1632) | Hendrik I van Savoye-Nemours (1572-1632) | Hendrik I van Savoye-Nemours (1572-1632) | Hendrik I van Savoye-Nemours (1572-1632)     | Hendrik I van Savoye-Nemours (1572-1632)     | Anna van Aumale (1600-1638)                  | Anna van Aumale (1600-1638)                  | Anna van Aumale (1600-1638)                  | Anna van Aumale (1600-1638)                  | Anna van Aumale (1600-1638)                  | Anna van Aumale (1600-1638)                  |                                              |                                              | Caesar van Vendôme (1594-1665)               | Caesar van Vendôme (1594-1665)               | Caesar van Vendôme (1594-1665)    | Caesar van Vendôme (1594-1665)    | Caesar van Vendôme (1594-1665)    | Caesar van Vendôme (1594-1665)    | Francisca van Lotharingen (1592-1669) | Francisca van Lotharingen (1592-1669) | Francisca van Lotharingen (1592-1669) | Francisca van Lotharingen (1592-1669) | Francisca van Lotharingen (1592-1669) | Francisca van Lotharingen (1592-1669) |  |  |  |  |  |  |  |  |  |  |  |  |  |  |  |  |  |  |  |  |  |  |  |  |  |  |  |  |  |  |  |  |  |  |  |  |  |  |  |  |  |  |  |  |  |  |  |  |
| Karel Emanuel I van Savoye (1562-1630) | Karel Emanuel I van Savoye (1562-1630) | Karel Emanuel I van Savoye (1562-1630) | Karel Emanuel I van Savoye (1562-1630) | Karel Emanuel I van Savoye (1562-1630)  | Karel Emanuel I van Savoye (1562-1630)  | Catharina Michaella van Spanje (1567−1597) | Catharina Michaella van Spanje (1567−1597) | Catharina Michaella van Spanje (1567−1597) | Catharina Michaella van Spanje (1567−1597) | Catharina Michaella van Spanje (1567−1597) | Catharina Michaella van Spanje (1567−1597) |                                         |                                         | Hendrik IV van Frankrijk (1553-1610)    | Hendrik IV van Frankrijk (1553-1610)    | Hendrik IV van Frankrijk (1553-1610) | Hendrik IV van Frankrijk (1553-1610) | Hendrik IV van Frankrijk (1553-1610) | Hendrik IV van Frankrijk (1553-1610) | Maria de' Medici (1575-1642)        | Maria de' Medici (1575-1642)        | Maria de' Medici (1575-1642) | Maria de' Medici (1575-1642) | Maria de' Medici (1575-1642)               | Maria de' Medici (1575-1642) |  |  | Hendrik I van Savoye-Nemours (1572-1632) | Hendrik I van Savoye-Nemours (1572-1632) | Hendrik I van Savoye-Nemours (1572-1632) | Hendrik I van Savoye-Nemours (1572-1632) | Hendrik I van Savoye-Nemours (1572-1632)     | Hendrik I van Savoye-Nemours (1572-1632)     | Anna van Aumale (1600-1638)                  | Anna van Aumale (1600-1638)                  | Anna van Aumale (1600-1638)                  | Anna van Aumale (1600-1638)                  | Anna van Aumale (1600-1638)                  | Anna van Aumale (1600-1638)                  |                                              |                                              | Caesar van Vendôme (1594-1665)               | Caesar van Vendôme (1594-1665)               | Caesar van Vendôme (1594-1665)    | Caesar van Vendôme (1594-1665)    | Caesar van Vendôme (1594-1665)    | Caesar van Vendôme (1594-1665)    | Francisca van Lotharingen (1592-1669) | Francisca van Lotharingen (1592-1669) | Francisca van Lotharingen (1592-1669) | Francisca van Lotharingen (1592-1669) | Francisca van Lotharingen (1592-1669) | Francisca van Lotharingen (1592-1669) |  |  |  |  |  |  |  |  |  |  |  |  |  |  |  |  |  |  |  |  |  |  |  |  |  |  |  |  |  |  |  |  |  |  |  |  |  |  |  |  |  |  |  |  |  |  |  |  |
|                                        |                                        |                                        |                                        |                                         |                                         |                                            |                                            |                                            |                                            |                                            |                                            |                                         |                                         |                                         |                                         |                                      |                                      |                                      |                                      |                                     |                                     |                              |                              |                                            |                              |  |  |                                          |                                          |                                          |                                          |                                              |                                              |                                              |                                              |                                              |                                              |                                              |                                              |                                              |                                              |                                              |                                              |                                   |                                   |                                   |                                   |                                       |                                       |                                       |                                       |                                       |                                       |  |  |  |  |  |  |  |  |  |  |  |  |  |  |  |  |  |  |  |  |  |  |  |  |  |  |  |  |  |  |  |  |  |  |  |  |  |  |  |  |  |  |  |  |  |  |  |  |
|                                        |                                        |                                        |                                        | Victor Amadeus I van Savoye (1587–1637) | Victor Amadeus I van Savoye (1587–1637) | Victor Amadeus I van Savoye (1587–1637)    | Victor Amadeus I van Savoye (1587–1637)    | Victor Amadeus I van Savoye (1587–1637)    | Victor Amadeus I van Savoye (1587–1637)    |                                            |                                            |                                         |                                         |                                         |                                         | Christina van Frankrijk (1606-1663)  | Christina van Frankrijk (1606-1663)  | Christina van Frankrijk (1606-1663)  | Christina van Frankrijk (1606-1663)  | Christina van Frankrijk (1606-1663) | Christina van Frankrijk (1606-1663) |                              |                              |                                            |                              |  |  |                                          |                                          |                                          |                                          | Karel Amadeus van Savoye-Nemours (1624-1652) | Karel Amadeus van Savoye-Nemours (1624-1652) | Karel Amadeus van Savoye-Nemours (1624-1652) | Karel Amadeus van Savoye-Nemours (1624-1652) | Karel Amadeus van Savoye-Nemours (1624-1652) | Karel Amadeus van Savoye-Nemours (1624-1652) |                                              |                                              |                                              |                                              |                                              |                                              | Elisabeth van Bourbon (1614-1664) | Elisabeth van Bourbon (1614-1664) | Elisabeth van Bourbon (1614-1664) | Elisabeth van Bourbon (1614-1664) | Elisabeth van Bourbon (1614-1664)     | Elisabeth van Bourbon (1614-1664)     |                                       |                                       |                                       |                                       |  |  |  |  |  |  |  |  |  |  |  |  |  |  |  |  |  |  |  |  |  |  |  |  |  |  |  |  |  |  |  |  |  |  |  |  |  |  |  |  |  |  |  |  |  |  |  |  |
|                                        |                                        |                                        |                                        | Victor Amadeus I van Savoye (1587–1637) | Victor Amadeus I van Savoye (1587–1637) | Victor Amadeus I van Savoye (1587–1637)    | Victor Amadeus I van Savoye (1587–1637)    | Victor Amadeus I van Savoye (1587–1637)    | Victor Amadeus I van Savoye (1587–1637)    |                                            |                                            |                                         |                                         |                                         |                                         | Christina van Frankrijk (1606-1663)  | Christina van Frankrijk (1606-1663)  | Christina van Frankrijk (1606-1663)  | Christina van Frankrijk (1606-1663)  | Christina van Frankrijk (1606-1663) | Christina van Frankrijk (1606-1663) |                              |                              |                                            |                              |  |  |                                          |                                          |                                          |                                          | Karel Amadeus van Savoye-Nemours (1624-1652) | Karel Amadeus van Savoye-Nemours (1624-1652) | Karel Amadeus van Savoye-Nemours (1624-1652) | Karel Amadeus van Savoye-Nemours (1624-1652) | Karel Amadeus van Savoye-Nemours (1624-1652) | Karel Amadeus van Savoye-Nemours (1624-1652) |                                              |                                              |                                              |                                              |                                              |                                              | Elisabeth van Bourbon (1614-1664) | Elisabeth van Bourbon (1614-1664) | Elisabeth van Bourbon (1614-1664) | Elisabeth van Bourbon (1614-1664) | Elisabeth van Bourbon (1614-1664)     | Elisabeth van Bourbon (1614-1664)     |                                       |                                       |                                       |                                       |  |  |  |  |  |  |  |  |  |  |  |  |  |  |  |  |  |  |  |  |  |  |  |  |  |  |  |  |  |  |  |  |  |  |  |  |  |  |  |  |  |  |  |  |  |  |  |  |
|                                        |                                        |                                        |                                        |                                         |                                         |                                            |                                            |                                            |                                            | Karel Emanuel II van Savoye (1634–1775)    | Karel Emanuel II van Savoye (1634–1775)    | Karel Emanuel II van Savoye (1634–1775) | Karel Emanuel II van Savoye (1634–1775) | Karel Emanuel II van Savoye (1634–1775) | Karel Emanuel II van Savoye (1634–1775) |                                      |                                      |                                      |                                      |                                     |                                     |                              |                              |                                            |                              |  |  |                                          |                                          |                                          |                                          |                                              |                                              |                                              |                                              |                                              |                                              | Maria Johanna van Savoye-Nemours (1644–1724) | Maria Johanna van Savoye-Nemours (1644–1724) | Maria Johanna van Savoye-Nemours (1644–1724) | Maria Johanna van Savoye-Nemours (1644–1724) | Maria Johanna van Savoye-Nemours (1644–1724) | Maria Johanna van Savoye-Nemours (1644–1724) |                                   |                                   |                                   |                                   |                                       |                                       |                                       |                                       |                                       |                                       |  |  |  |  |  |  |  |  |  |  |  |  |  |  |  |  |  |  |  |  |  |  |  |  |  |  |  |  |  |  |  |  |  |  |  |  |  |  |  |  |  |  |  |  |  |  |  |  |
|                                        |                                        |                                        |                                        |                                         |                                         |                                            |                                            |                                            |                                            | Karel Emanuel II van Savoye (1634–1775)    | Karel Emanuel II van Savoye (1634–1775)    | Karel Emanuel II van Savoye (1634–1775) | Karel Emanuel II van Savoye (1634–1775) | Karel Emanuel II van Savoye (1634–1775) | Karel Emanuel II van Savoye (1634–1775) |                                      |                                      |                                      |                                      |                                     |                                     |                              |                              |                                            |                              |  |  |                                          |                                          |                                          |                                          |                                              |                                              |                                              |                                              |                                              |                                              | Maria Johanna van Savoye-Nemours (1644–1724) | Maria Johanna van Savoye-Nemours (1644–1724) | Maria Johanna van Savoye-Nemours (1644–1724) | Maria Johanna van Savoye-Nemours (1644–1724) | Maria Johanna van Savoye-Nemours (1644–1724) | Maria Johanna van Savoye-Nemours (1644–1724) |                                   |                                   |                                   |                                   |                                       |                                       |                                       |                                       |                                       |                                       |  |  |  |  |  |  |  |  |  |  |  |  |  |  |  |  |  |  |  |  |  |  |  |  |  |  |  |  |  |  |  |  |  |  |  |  |  |  |  |  |  |  |  |  |  |  |  |  |
|                                        |                                        |                                        |                                        |                                         |                                         |                                            |                                            |                                            |                                            |                                            |                                            |                                         |                                         |                                         |                                         |                                      |                                      |                                      |                                      |                                     |                                     |                              |                              | Victor Amadeus II van Sardinië (1666–1732) |                              |  |  |                                          |                                          |                                          |                                          |                                              |                                              |                                              |                                              |                                              |                                              |                                              |                                              |                                              |                                              |                                              |                                              |                                   |                                   |                                   |                                   |                                       |                                       |                                       |                                       |                                       |                                       |  |  |  |  |  |  |  |  |  |  |  |  |  |  |  |  |  |  |  |  |  |  |  |  |  |  |  |  |  |  |  |  |  |  |  |  |  |  |  |  |  |  |  |  |  |  |  |  |